# Stazione di Boccia al Mauro
La stazione di Boccia al Mauro era una fermata ferroviaria posta sulla linea Torre Annunziata-Cancello, a servizio dell'omonima frazione del comune di Terzigno.

## Storia
La fermata di Boccia al Mauro venne attivata il 4 agosto 1940.

## Strutture e impianti
In origine la fermata era presenziata e quindi dispone di un fabbricato viaggiatori; in seguito, resa impresenziata, il fabbricato è divenuto abitazione privata. Per tale motivo, nonostante la chiusura della linea, questo appare in buone condizioni.
La stazione era dotata di un solo binario passante, servito da una banchina.

## Movimento
Le destinazioni dei treni erano Torre Annunziata e Cancello.